# Alectryon kangeanensis
Alectryon kangeanensis är en kinesträdsväxtart som beskrevs av P.W. Leenhouts. Alectryon kangeanensis ingår i släktet Alectryon och familjen kinesträdsväxter. Inga underarter finns listade i Catalogue of Life.